# Municipio de Tepetongo
El municipio de Tepetongo es uno de los 58 municipios del estado mexicano de Zacatecas. Su cabecera es la localidad de Tepetongo. Tiene una superficie de 715 km². El municipio se encuentra a 85 kilómetros de la capital estatal.
El nombre indígena para Tepetongo fue el de Tuichan, en honor al dios guerrero de la tribu de los huachichiles que se asentó en la región. Tepetongo fue fundado el 9 de junio de 1596 por el capitán Don Juan De La Torre.

## Geografía

### Municipios adyacentes
- Municipio de Susticacán (norte)
- Municipio de Jerez (norte)
- Municipio de Villanueva (este)
- Municipio de Santa María de los Ángeles, Jalisco (sur)
- Municipio de Huejúcar, Jalisco (sur)
- Municipio de Monte Escobedo (oeste)

### Carreteras principales
- Carretera Federal 23

## Localidades

### Cabecera
- Tepetongo

### Comunidades Rurales
| - Arroyo Seco de Abajo - Arroyo Seco de Arriba - Arroyo Seco de Enmedio - Buenavista - Colonia Emiliano Zapata - Colonia Ignacio Zaragoza - Colonia José María Morelos - El Ahuichote - El Cacalote - El Capulín de los Salinas - El Caquizte | - El Cuidado - El Laurel - El Marecito - El Salitral - El Salitre - El Salitrillo - El Vergel - Juanchorrey - La Cuadrilla - La Estancia de los Berumen - La Joya | - La Lechuguilla - La Tinaja - La Troje - La Trojita - Los Aparicio - Puerta Blanca - San Antonio - San Pascual - San Tadeo - Santa Rosa - Víboras |

### Ranchos
| - Cerro Verde - Colonia Francisco Villa - Lo de Nava - El Alamito - El Cargadero | - El Maguey - El Salto - El Recuerdo - El Terrero - El Venado | - Juan Blanco - La Cañada - La Chaveña - La Presa - Las Flores | - Las Joyas - Los Cedros - Los Mimbres - Piedras Chinas - Puerta del Alamito | - Puerta del Duraznillo - San Elías - Santa Rita |